# HMAS Dechaineux (2001)
HMAS Dechaineux (SSG 76) is een Australische onderzeeboot van de Collinsklasse. De boot is gebouwd door de Australische scheepswerf Australian Submarine Corporation en is vernoemd naar de Australische kapitein-ter-zee Emile Dechaineux.
Het ontwerp van de Collinsklasse is gebaseerd op de verschillende generaties van Zweedse onderzeeboten.